# Pro Kisi Dzsinszei Simulation: Sógi no Hanamicsi
A Pro Kisi Dzsinszei Simulation: Sógi no Hanamicsi (プロ棋士人生シミュレーション 将棋の花道) egy sógi (将棋) videójáték, melyet az Access fejlesztett és az Atlus adott ki Japánban 1996-ban. A játékban többszemélyes játékmód is van.
Ez az Atlus legutolsó Super Famicomra kiadott játéka.